# Junior Ajayi
Pour les articles homonymes, voir Ajayi.
Oluwafemi Ajayi, dit Junior Ajayi, né le 29 janvier 1996 au Nigeria, est un footballeur nigérian, qui joue au poste d'attaquant.

## Biographie

### Carrière en club
Le 10 avril 2016, il inscrit un doublé avec le Club sportif sfaxien, lors d'un match du championnat de Tunisie contre le club de Sidi Bouzid. Il termine la saison avec 10 buts inscrits en championnat.
Il s'engage avec Al-Ahly en 2016.

### Carrière internationale
Avec l'équipe du Nigeria des moins de 23 ans, il participe à la Coupe d'Afrique des nations des moins de 23 ans 2015 organisée au Sénégal. En match qualificatif, il inscrit deux buts face au Congo en juillet 2015. Lors du tournoi, il inscrit deux buts contre le Mali. Le Nigeria remporte la compétition en battant l'Algérie en finale. 
Junior Ajayi fait partie de la liste des 18 joueurs nigérians sélectionnés pour disputer les Jeux olympiques d'été de 2016.

## Clubs
- 2014-2015 : Shooting Stars ( Nigeria)
- 2015-2016 : Club sportif sfaxien ( Tunisie)
- 2016- : Al-Ahly ( Égypte)

## Palmarès
- Championnat du Ghana (1) : 
  - Vainqueur : 2015
- Coupe d'Afrique des nations des moins de 23 ans (1) :
  - Vainqueur : 2015
- Jeux olympiques :
  - Médaille de bronze : Jeux olympiques d'été de 2016
- Championnat d'Egypte (2): 
  - Vainqueur : 2017 et 2018